# Oktober 1997
Dit artikel geeft een chronologisch overzicht van alle belangrijke gebeurtenissen per dag in de maand oktober van het jaar 1997.

## Gebeurtenissen

### 1 oktober
- Sjeik Ahmed Yassin, geestelijk leider Hamas, wordt door Israël vrijgelaten na een mislukte aanslag van de Israëlische geheime dienst in Jordaanse hoofdstad Amman.
- Het Amerikaanse telecomconcern Worldcom biedt 30 miljard dollar op branchegenoot MCI, de grootste overname aller tijden.

### 2 oktober
- De Europese ministers van Buitenlandse Zaken ondertekenen in het Paleis op de Dam het Verdrag van Amsterdam.
- De Britse wetenschappers Moira Bruce en John Collinge tonen aan dat de nieuwe variant van Creutzfeldt-Jakob en de gekkekoeienziekte (BSE) dezelfde ziekte zijn.

### 3 oktober
- Schiphol mag van de ministers De Boer (Milieu) en Jorritsma (Verkeer en Waterstaat) de geluidsnormen overschrijden.
- De Keniase atleten Shem Kororia en Tegla Loroupe winnen in Košice de wereldtitel op de halve marathon.

### 4 oktober
- De Nederlandse volkskundige en schrijver J.J. Voskuil roept in een krantenadvertentie van twee pagina's de regering op de bio-industrie te verbieden. Dit is het begin van de actie Varkens in Nood.

### 5 oktober
- Ultranationalist Vojislav Šešelj wint de Servische presidentsverkiezingen, maar de uitslag is ongeldig wegens te lage opkomst.

### 6 oktober
- Dario Kordić en negen van oorlogsmisdaden verdachte Bosnische Kroaten gaan 'vrijwillig' naar Den Haag om zich daar te laten berechten.
- De politie begint met de ontruiming van het actiekamp in het natuurgebied Ruigoord. Actievoerders richtten het kamp in juli op uit protest tegen de aanleg van de Afrikahaven.
- Automatiseerder Getronics mag als enige met de overheid onderhandelen over de koop van Roccade. Op 5 december ketst de deal af. Roccade zou niet voldoende voorzieningen hebben getroffen voor het millennium-probleem.

### 8 oktober
- Kim Jong-il wordt officieel partijleider in Noord-Korea.
- Begin van het proces tegen Maurice Papon wegens collaboratie in de jodenvervolging.

### 9 oktober
- Het Italiaanse kabinet-Romano Prodi valt door tegenwerking van de communisten bij de behandeling van de begroting. De communisten staken enkele dagen later hun verzet.
- Orkaan Pauline maakt vierhonderd slachtoffers in Acapulco en omgeving.
- De Australische zwemmer Michael Klim verbetert in Brisbane het wereldrecord op de 100 meter vlinderslag tot 52,15. Het oude record (52,27) stond sinds 24 juli 1996 op naam van zijn Russische collega Denis Pankratov.
- De Italiaanse premier Romano Prodi en zijn kabinet treden af.

### 11 oktober
- Het Nederlands voetbalelftal speelt in de Amsterdam Arena met 0-0 gelijk tegen Turkije. Daardoor is de ploeg van bondscoach Guus Hiddink definitief verzekerd van deelname aan het WK voetbal 1998 in Frankrijk.

### 12 oktober
- Zanger John Denver komt om het leven bij een vliegtuigongeval.
- Namens Nederland wint alleen Dennis van der Geest (brons) een medaille bij de WK judo in Parijs.
- De Fransman Laurent Brochard pakt in San Sebastian de wereldtitel bij de profrenners op de weg. Léon van Bon wordt derde.

### 13 oktober
- Sinn Fein-leider Gerry Adams ontmoet de Britse premier Tony Blair.
- Denis Sassou-Nguesso wint met Franse steun de burgeroorlog in Congo-Brazzaville.
- Uitgevers Reed Elsevier en Wolters Kluwer kondigen een fusie aan die leidt tot de grootste professionele en wetenschappelijke uitgevers- en informatiegroep ter wereld.

### 14 oktober
- Een staking in de Amsterdamse haven over de zogenoemde havenpool (een soort uitzendbureau voor havenarbeiders) legt het werk lam.

### 15 oktober
- Een Brits team zet met de Thrust SSC het eerste supersonische snelheidsrecord op het land.

### 17 oktober
- Premier Wim Kok strandt in de Egyptische woestijn met de regeringsjet Gulfstream IV. Het zoveelste pechgeval met het toestel is aanleiding voor hernieuwde discussie over de aankoop ervan.

### 18 oktober
- Laurent Jalabert wint de Ronde van Lombardije, de laatste klassieker voor de wereldbeker, die terecht komt bij de Italiaan Michele Bartoli.

### 19 oktober
- Milo Đukanović, tegenstander van Slobodan Milošević, wint de presidentsverkiezingen in Montenegro.
- In Adelaide komen de Nederlandse hockeyers niet verder dan de vierde plaats bij het toernooi om de Champions Trophy. Duitsland wint de finale ten koste van gastland Australië.

### 20 oktober
- Filantroop George Soros schenkt Rusland een half miljard dollar.
- De Nederlandse aanpak van de varkenspest stuit op zware kritiek in Brussel. Minister Jozias van Aartsen reageert furieus.

### 21 oktober
- De Russische Doema trekt motie van wantrouwen tegen regering in.
- Maarten van Traa, Tweede Kamerlid voor de PvdA en oud-voorzitter van de parlementaire enquêtecommissie opsporingsmethoden, overlijdt op 52-jarige leeftijd aan de gevolgen van een auto-ongeluk.

### 24 oktober
- Ongeveer tweehonderd opsporingsambtenaren doorzoeken een aantal bureaus van commissionairs in het beursgebouw te Amsterdam, doen huiszoeking bij vier commissionairs en doen invallen bij bedrijven in Zwitserland, Engeland en op Curaçao. Begin van de beursfraude-affaire die leidt tot de ondergang van effectenkantoor Leemhuis & Van Loon, een schikking met justitie van 1 miljoen gulden door Bank Bangert Pointier en zestien arrestaties, onder wie een directeur van het Philips-pensioenfonds en de bestuursvoorzitter van bouwbedrijf NBM-Amstelland.

### 25 oktober
- In Suriname worden dertien indianen aangehouden die een coup zouden voorbereiden. Later meldt het NOS-journaal dat het ging om een drugsruzie.
- Het dagblad Trouw publiceert de eerste nationale ranglijst van middelbare scholen.

### 26 oktober
- De Canadese autocoureur Jacques Villeneuve verovert de wereldtitel in de laatste Formule I-race in het Spaanse Jerez de la Frontera.
- Erik Breukink neemt afscheid van de wielersport.
- Na 36 jaar winnen de Nederlandse judoka's de gouden medaille bij het WK voor landenteams. In Rome wordt Frankrijk met 4-3 verslagen.
- De honkballers van de Florida Marlins winnen de World Series.

### 27 oktober
- Groot-Brittannië stelt toetreding EMU ten minste vijf jaar uit.
- Een wereldwijde beurskrach. De Dow Jones in New York keldert met 7,18 procent, de Amsterdamse AEX met 5,5 procent.

### 28 oktober
- De Chinese leider Jiang Zemin arriveert in Washington voor een staatsbezoek aan Bill Clinton.
- Philips maakt bekend dat de top en de marketingafdeling naar Amsterdam verhuizen. De verontwaardiging in de 'lichtstad' Eindhoven is groot.

### 30 oktober
- Justitie besluit de uitzetting van Iraanse asielzoekers voorlopig op te schorten omdat niet duidelijk is hoe de situatie in dat land precies is.
- Irak wijst Amerikaanse wapeninspecteurs uit.
- Britse au pair Louise Woodward krijgt levenslang wegens dood baby, maar de rechter zet het vonnis later om in 279 dagen celstraf.

<< · januari · februari · maart · april · mei · juni · juli · augustus · september · oktober · november · december · >>